# Notonesiotes aucklandensis
Notonesiotes aucklandensis är en mångfotingart som beskrevs av Johns 1970. Notonesiotes aucklandensis ingår i släktet Notonesiotes och familjen Dalodesmidae. Inga underarter finns listade i Catalogue of Life.